# Otto Hürsch
Otto Hürsch-Müller (* 21. Mai 1860 in Zofingen; † 27. Dezember 1947 in Chur) war ein Schweizer Konditor. Er erfand 1887 die Churer Pfirsichsteine, so wie sie heute noch produziert werden.

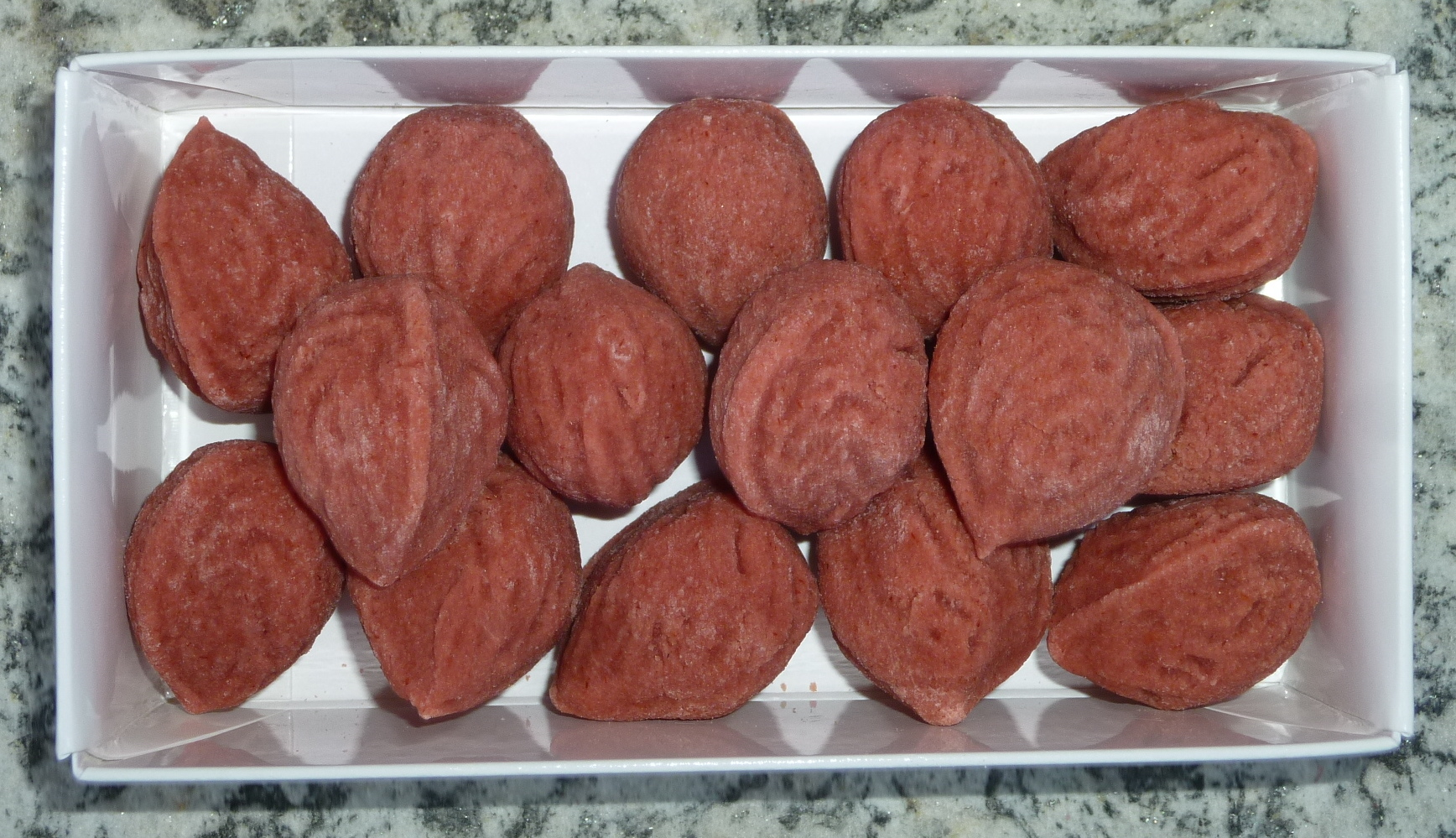
Churer Pfirsichsteine

## Leben

### Jugendjahre
Otto Hürschs Vater Jakob Heinrich Hürsch, reformiert und von Beruf Kupferschmied, hatte bereits in jungen Jahren die Schmiede seines Vaters in Zofingen übernommen. Die Schmiede erhielt den Grossauftrag, sämtliche Dampfkessel der neuen Bodenseeflotte zu fabrizieren. Jakob Heinrich Hürsch quartierte sich in Arbon ein, wo er Dorothea Studer aus Roggwil, die Tochter des Hotelbesitzers kennenlernte und 1841 heiratete. Jakob Heinrich verfiel der Trunksucht, die Schmiede musste verkauft werden. Otto kam als drittletzter Sohn von 14 Kindern zur Welt und wurde als Säugling weggegeben.
Otto Hürsch verbrachte seine ersten fünf Lebensjahre bei einer Freundin der Mutter in Burg bei Reinach. Als Sechsjähriger kam er zu einem Lehrerehepaar in Menziken. 1872 verstarb seine Mutter, bevor er nach der Sekundarschule zurück nach Zofingen kam. Otto Hürsch absolvierte gezwungenermassen eine Telegraphenlehre bei der Post, genoss aber den engen Kontakt zu seinen Geschwistern, besonders bei der Familie seines 19 Jahre älteren Bruders Johann Heinrich Hürsch kehrte er oft in Zofingen ein; dessen Tochter Carolina (1880–1958) sollte später ebenfalls nach Chur ziehen.
Nach erfolgreichem Lehrabschluss suchte er eine neue Lehrstelle als Zuckerbäcker. Otto Hürsch fand eine Lehrstelle in Chur bei Konditor Rieder und verliess seinen Heimatkanton. Nach drei Jahren Wanderzeit bestand er die Meisterprüfung und gründete 1887 seine eigene Konditorei an der Reichsgasse 57 in Chur. Dies war nur verheirateten Meistern gestattet, deswegen heiratete er im selben Jahr auf Vermittlung seiner Schwester Agnes deren Freundin Ida Müller, der er zeitlebens grossen Respekt zollte und die er als gleichberechtigte Mitarbeiterin betrachtete. Hier in Chur gelang ihm die Perfektionierung der Bündner Pfirsichsteine, nach seinem Rezept wird heute noch in der Konditorei Bühler produziert. 1888 kaufte er den Betrieb seines Lehrmeisters auf.

### Ehrenamtliches Engagement

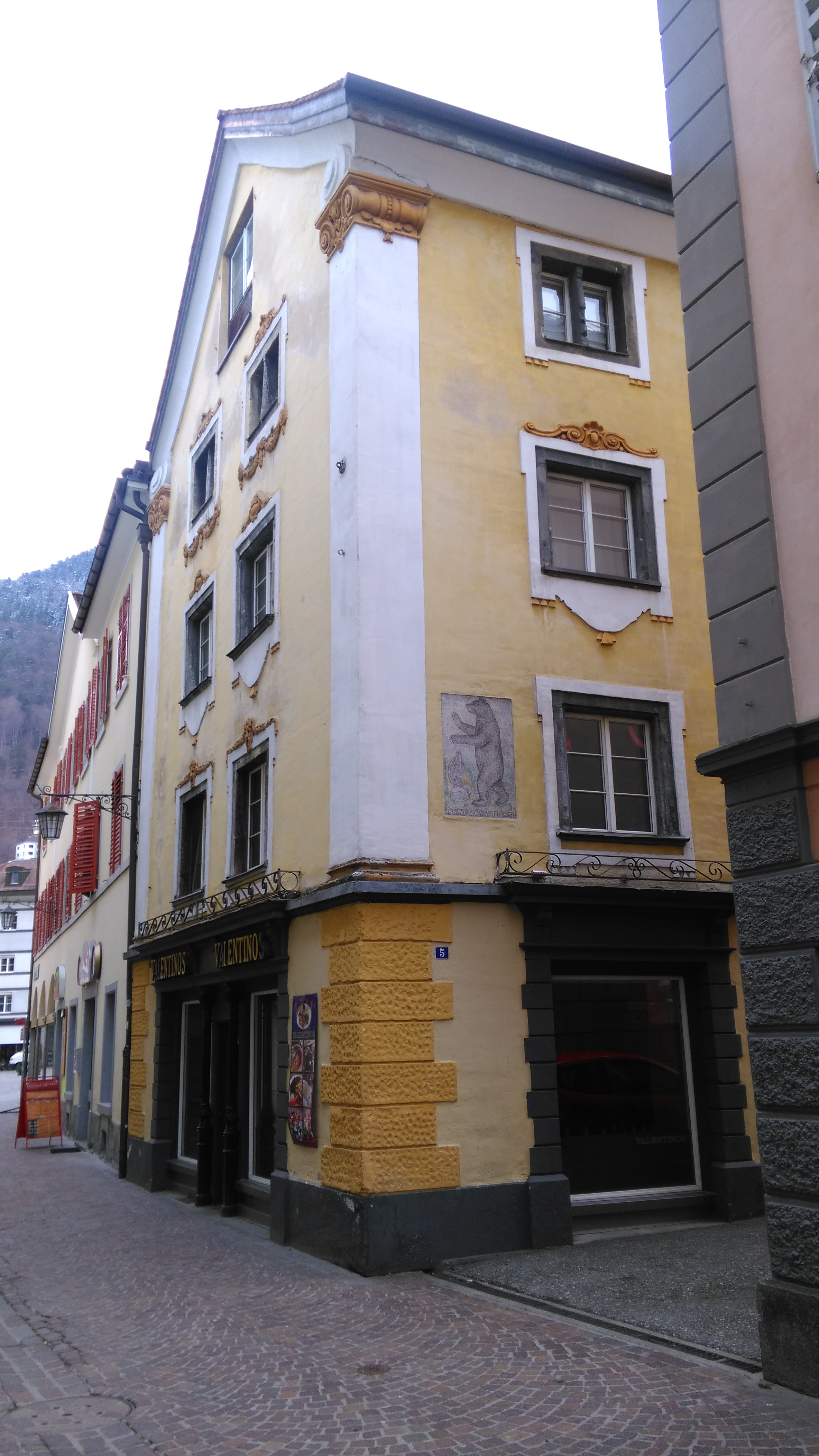
Das Haus zum schwarzen Bären an der Unteren Gasse 5 heute.

Öffentlich setzte er sich für die Verbesserung der Lage bedürftiger Lehrlinge ein. 40 Jahre engagierte er sich beim Bündnerischen Hilfsverein für Handwerkerlehrlinge dafür, dass unbemittelte Jugendliche eine solide berufliche Ausbildung erhielten.
Beinahe ebenso lange war er im Vorstand des Bündnerischen Evangelischen Waisenhilfsverein, den er mitbegründet hatte, vertreten. Otto Hürsch unterstützte die 1898 in Basel gegründete Organisation Gute Schriften, welche das Ziel hatte, erschwingliche gute Literatur zu verbreiten; eine Auswahl der Schriften lag im Tee-Raum aus.
Er beteiligte sich an der Gründung des Bündnerischen Gewerbeverbandes 1900/01 und führte diesen zu einer stattlichen Organisation. 1908 wurde ein ständiges Gewerbesekretariat in Chur eröffnet, dessen eigentlicher Urheber er war. Der Bündnerische und der Schweizerische Gewerbeverband verliehen ihm die Ehrenmitgliedschaft.

### Familie
1899 konnte Otto das Haus zum schwarzen Bären an der Unteren Gasse erwerben, umbauen und mit Elektrizität ausstatten, zu dieser Zeit noch ein Privileg reicher Bürger. Das Haus ist ein stattliches, vierstöckiges Eckhaus in der Churer Altstadt. Otto Hürsch brachte die Backstube, den Tee-Raum und den Verkaufsladen aber auch seine Familie dort unter.
Das Paar hatte sechs Kinder und die Tochter seiner früh verstorbenen Schwester Agnes als Pflegekind aufgenommen. Seine Söhne genossen alle eine gute Ausbildung. Der 1888 geborene und somit ältester Sohn, Otto Hürsch, übernahm 1922 die Konditorei des Vaters. Der zweitälteste Sohn Robert wurde Gymnasiallehrer, Oskar Hürsch studierte Theologie und wurde Redaktor des Winterthurer Landboten, Max absolvierte eine Banklehre und wurde Zollbeamter, der jüngste Sohn Ernst wurde Gärtner. Die einzige Tochter Emilie verstarb 1894 im Alter von fünf Jahren.